# موز

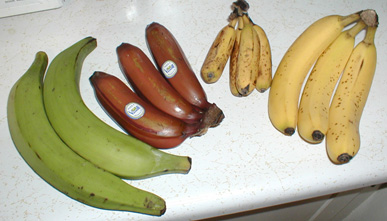
چهار نوع موز متفاوت

موز (به انگلیسی: Banana) یک میوه کشیده و قابل خوردن پرانرژی است که از لحاظ گیاه‌شناسی یک نوع سَته به حساب می‌آید و توسط انواع مختلفی از  در تیره موزا تولید می‌شود. 
این میوه خوشمزه از نظر اندازه، رنگ و استحکام متغیر است، اما معمولاً کشیده و خمیده است، گوشت نرم آن غنی از نشاسته است که با پوسته پوشانده شده و ممکن است هنگام رسیدن آن سبز، زرد، قرمز، بنفش یا قهوه ای باشد.
تقریبا همه موزهای مدرن بدون دانهٔ خوراکی (پارتنوکارپ) از دو گونهٔ وحشی - Musa acuminata و Musa balbisiana - ساخته می‌شوند. نام علمی اکثر موزهای کشت‌شده بسته به ساختار ژنومی آنها موزا اکومینتا و موزا بالبیسیانا و Musa × paradisiaca برای موزهای ترکیبی Musa acuminata × M. balbisiana است. از نام علمی قدیمی این ترکیب، Musa sapientum، دیگر استفاده نمی‌شود.
گونه‌های موز، بومی مناطق گرمسیری هندومالایا و استرالیا هستند و احتمالاً اولین بار در پاپوآ گینه نو اهلی شده‌اند. موز در ۱۳۵ کشور جهان کشت می‌شود. بزرگترین تولیدکنندگان موز در جهان در سال ۲۰۱۷ هند و چین بودند که مجموعاً ۳۸٪ از کل تولید را به خود اختصاص دادند.
در بسیاری از نقاط جهان تفاوتی بین «موز» و «پلانتین» قائل نمی شوند. در قاره آمریکا و اروپا، موزهای نرم و شیرین که به عنوان دسر سرو می‌شوند، و عمدتاً از گونه کاوندیش هستند Banana یا «موز» خوانده می‌شوند. و جهت تمایز، موزهای سفت‌تر و نشاسته‌ای تر، «پلانتین» نامیده می‌شوند. در سایر نقاط، برای مثال در بسیاری از کشورهای آسیای شرقی، گونه‌های مختلفی از موز پرورش داده میشود

## ویژگی‌ها

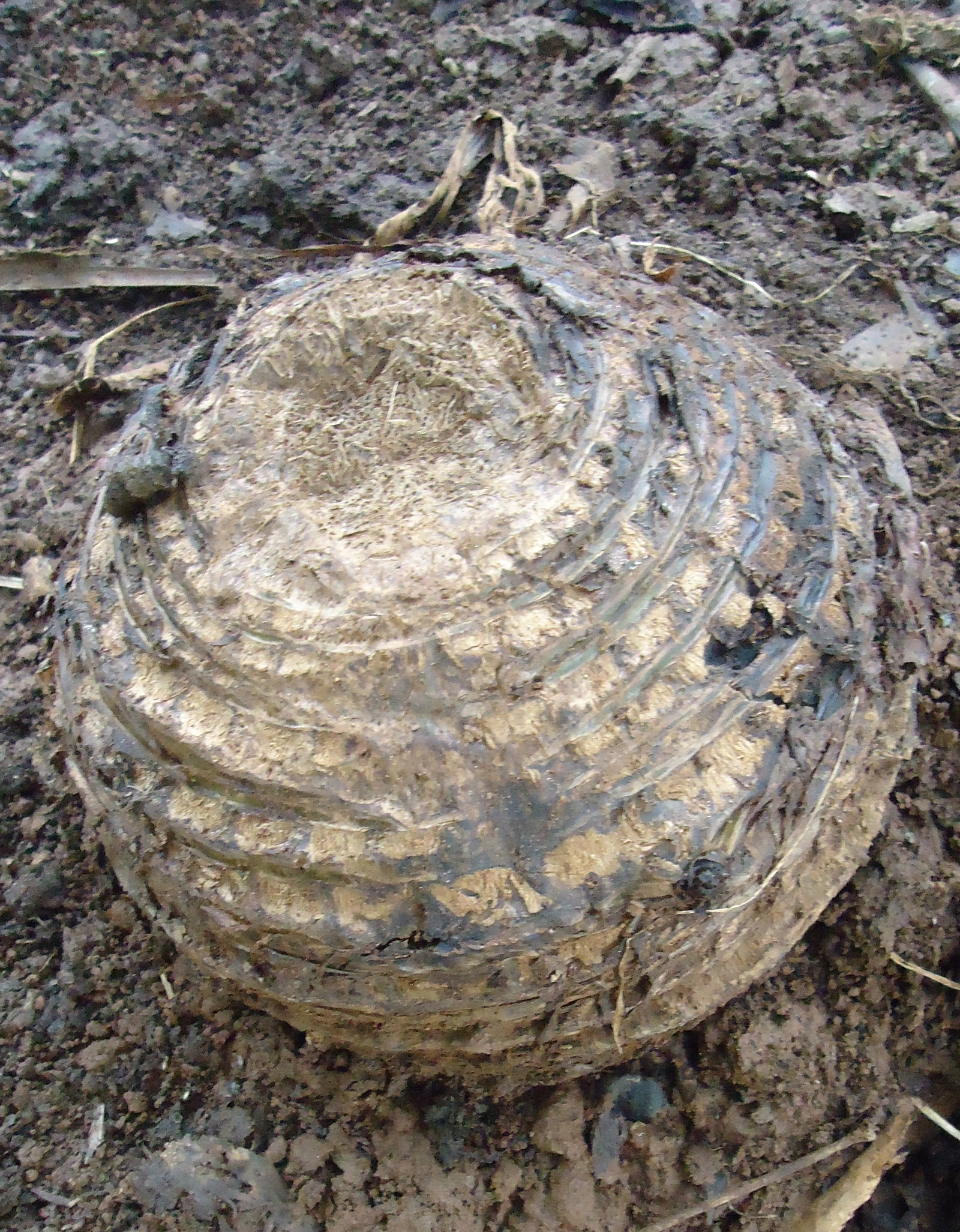
یک کورم موز، با حدود ۲۵ سانتیمتر درازا

موز بزرگ‌ترین گیاه گلدار علفی است. همه بخش‌های موز که روی زمین هستند از ساقه پیاز مانندی که «کورم» نامیده می‌شود به‌وجود می‌آیند. ساقهٔ این گیاه معمولاً بلند و نسبتاً محکم است. درازای شاخه‌های موز می‌توانند بین دو تا هشت متر و برگ‌های آن نیز به حدود سه و نیم متر برسد. میوهٔ موز به‌صورت خوشه در انتهای ساقه، تشکیل می‌شود.
موز در طیف های مختلفی از خاک، تا زمانی که حداقل ۶۰ سانتی‌متر و دارای زهکشی خوب بوده و فشرده نشود رشد می‌کند.
از آنجا که ساقهٔ گیاه موز نسبتاً بلند، مستقیم و محکم می باشد اشتباهاً به آن «درخت» گفته می‌شود. در حالی‌که آن‌ها تنها شاخه‌هایی هستند که پس از دادن میوه، خشک شده و از بین می‌روند. به این ساقه‌ها «ساقه کاذب» یا Pseudostem می‌گویند.

## میوه
موز، منبع اصلی [نشاسته] برای مردم بسیاری در نواحی گرمسیری است. بسته به مقدار باردهی و رسیده بودن موز، مزه گوشت موز می‌تواند مزه‌های متفاوتی شبیه نشاسته تا مزهٔ شیرین داشته باشد و بافت آن هم ممکن است سفت تا خمیری مانند باشد. هم پوست موز و هم بخش درونی آن را می‌توان خام یا پخته مصرف نمود. بوی موز تازه به خاطر ایزوآمیل استات است که با نام «روغن موز» هم شناخته می‌شود. ایزوآمیل استات به همراه چندین ترکیب دیگر مانند بوتیل استات و ایزوبوتیل استات از عوامل مهم طعم و مزه موز است.
در مرحله رسیدن، موز، گاز اتیلن تولید می‌کند که به عنوان هورمون گیاهی عمل کرده و به‌طور غیرمستقیم در مزه موز اثر می‌گذارد. اتیلن، با تحریک آنزیم آمیلاز، نشاسته را به شکر تجزیه می‌کند. موز کمتر رسیده و سبز، نشاسته بیشتر و در نتیجه مزه شبیه‌تری به نشاسته دارد. از سوی دیگر، موز زرد با توجه به داشتن میزان قند بیشتر، مزه شیرین‌تری دارد. علاوه بر این، اتیلن نشانگر تولید پکتیناز است. پکتیناز آنزیمی است که پکتین موجود بین سلول‌های موز را تجزیه کرده و موجب می‌شود تا موز به هنگام رسیدن نرم شود.

### پوست موز
اگر بسیاری از میوه‌ها را با پوست بخوریم فواید بیشتری برای بدن دارد؛ چراکه بخش زیادی از ویتامین‌ها و مواد مغذی آنها در پوستشان نهفته است و پوست کندن آنها این مواد مغذی را هدر می‌دهد. موز، کیوی، پیاز و مرکبات از آن جمله‌اند. می‌توان موز را با پوست خورد. پوست موز تازه حاوی مقدار زیادی فیبر است و اگرچه مزه آن ممکن است برای برخی افراد اندکی متفاوت به نظر برسد اما علاوه بر فیبر، مقدار زیادی مواد مغذی دیگر را به بدن می‌رساند. اگر کمی سفتی پوست موز به مزاجتان خوش نمی‌آید می‌توانید پس از جداکردن ساقه آن، پوست و محتوای موز را درون ظرفی مخلوط کنید و به مدت حداقل ۱۰ دقیقه سرخ کنید یا بپزید. این کار باعث می‌شود که خود موز رسیده تر و نرمتر و پوست آن نیز نازک‌تر و شیرین تر شود و راحت‌تر خورده شود علاوه بر همهی این فواید موز همچنین با کشیدن پوست موز بر روی دندان خود به مدت ۵ دقیقه شاهد سفیدتر شدن دندان‌های خود خواهید بود.

## کشت سنتی

### کشت اولیه
مقاله‌ای در مورد کشت درخت موز در کتاب کشاورزی ابن العوام در سده ۱۲ میلادی، پیدا شده است.
اولین اهلی‌سازی موز در ابتدا از اقسام پارتنوکارپیک (بی دانه) طبیعی موز اکومینتا بانکسی در گینهٔ نو انجام شد. این موزها قبل از ورود آسترونزیایی‌زبان‌ها توسط مردمان پاپوآ کشت می‌شد. تعداد زیادی گیاسنگ موز از سایت باستان‌شناسی باتلاق کوک کشف شده و قدمت آن در حدود ۱۰٬۰۰۰ تا ۶۵۰۰ سال پیش از امروز است. از گینهٔ نو، موزهای کشت‌شده از طریق مجاورت (و نه مهاجرت) به سمت غرب، به جزایر جنوب شرقی آسیا گسترش یافت. آن‌ها با زیرگونه‌های دیگر Musa acuminata و همچنین Musa balbisiana در فیلیپین، شمال گینه نو و احتمالاً هالماهرا ترکیب شدند. این حوادث هیبریداسیون ارقام تری‌پلوئید موز را که امروزه معمولاً کشت می‌شود را تولید کرد. از جزایر جنوب شرقی آسیا، آن‌ها بخشی از محصولات اصلی مردمان آسترونزیایی شدند و در طول سفرهای دریایی و مسیرهای تجارت دریایی باستان به اقیانوسیه، آفریقای شرقی، آسیای جنوبی و هندوچین گسترش یافتند.

## کشت امروزی

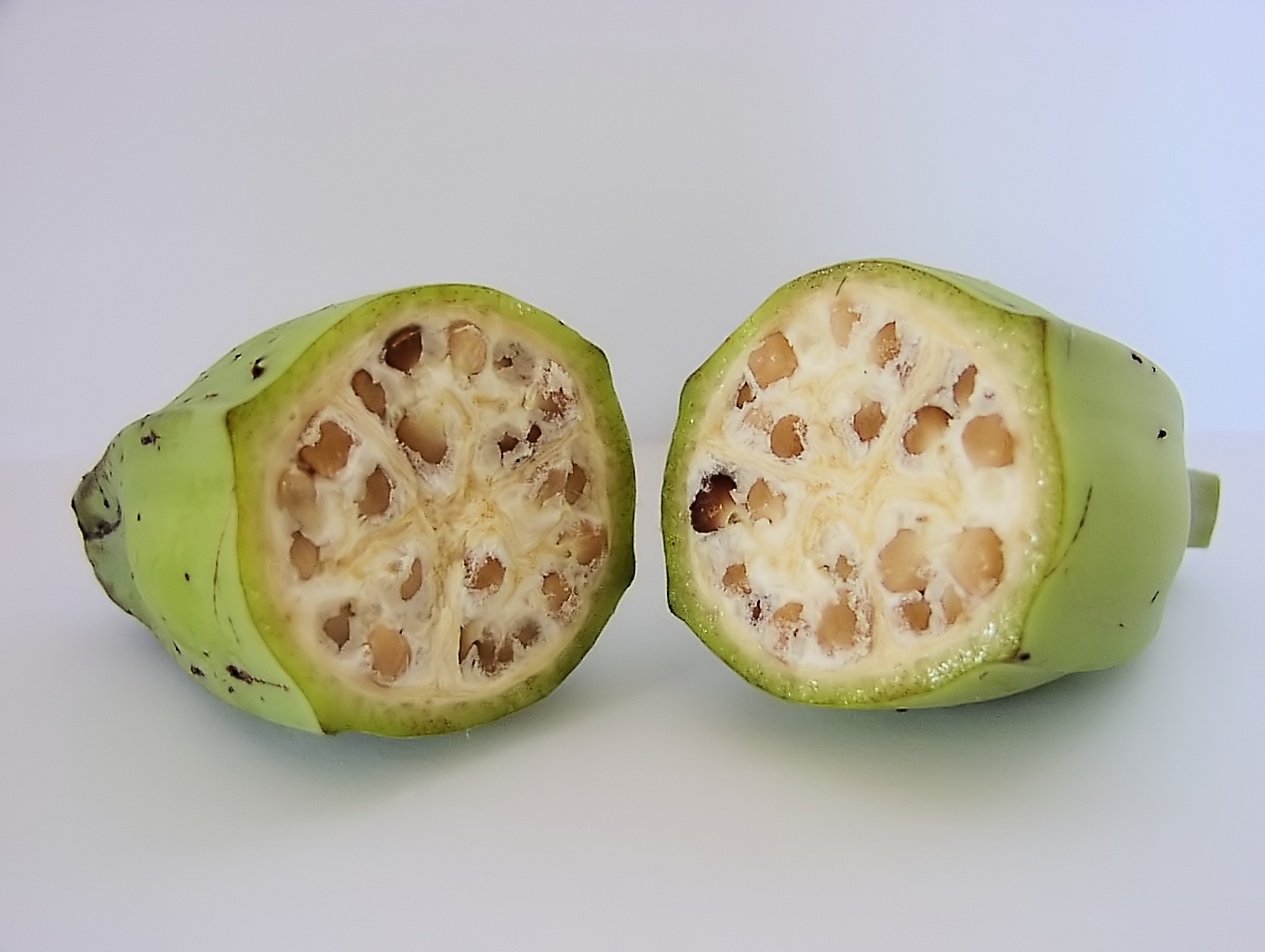
میوه‌های موز نوع وحشی دارای تعداد زیادی دانه درشت و سخت است.

همه موزهایی که امروزه به‌طور گسترده کشت می‌شوند از دو گونه موز وحشی Musa acuminata' و 'Musa balbisiana نشأت گرفته‌اند. در حالی که موزهای وحشی اصلی حاوی بذرهای درشت بودند، ارقام دی‌پلوئید یا پلی‌پلوئید با دانه‌های ریز یا هیبریدهای سه‌گانهٔ بی‌دانه برای مصرف انسان ترجیح داده می‌شوند. این‌ها به‌صورت غیرجنسی از شاخه‌ها منتشر می‌شوند. این گیاه قادر به تولید همزمان دو شاخه است؛ یک بزرگ‌تر برای باردهی فوری و یک «مکنده» یا «پیرو» کوچکتر برای تولید میوه در ۶ تا ۸ ماه آینده.
به‌عنوان یک محصول غیرفصلی، موز در تمام طول سال در دسترس است.

### کاوندیش

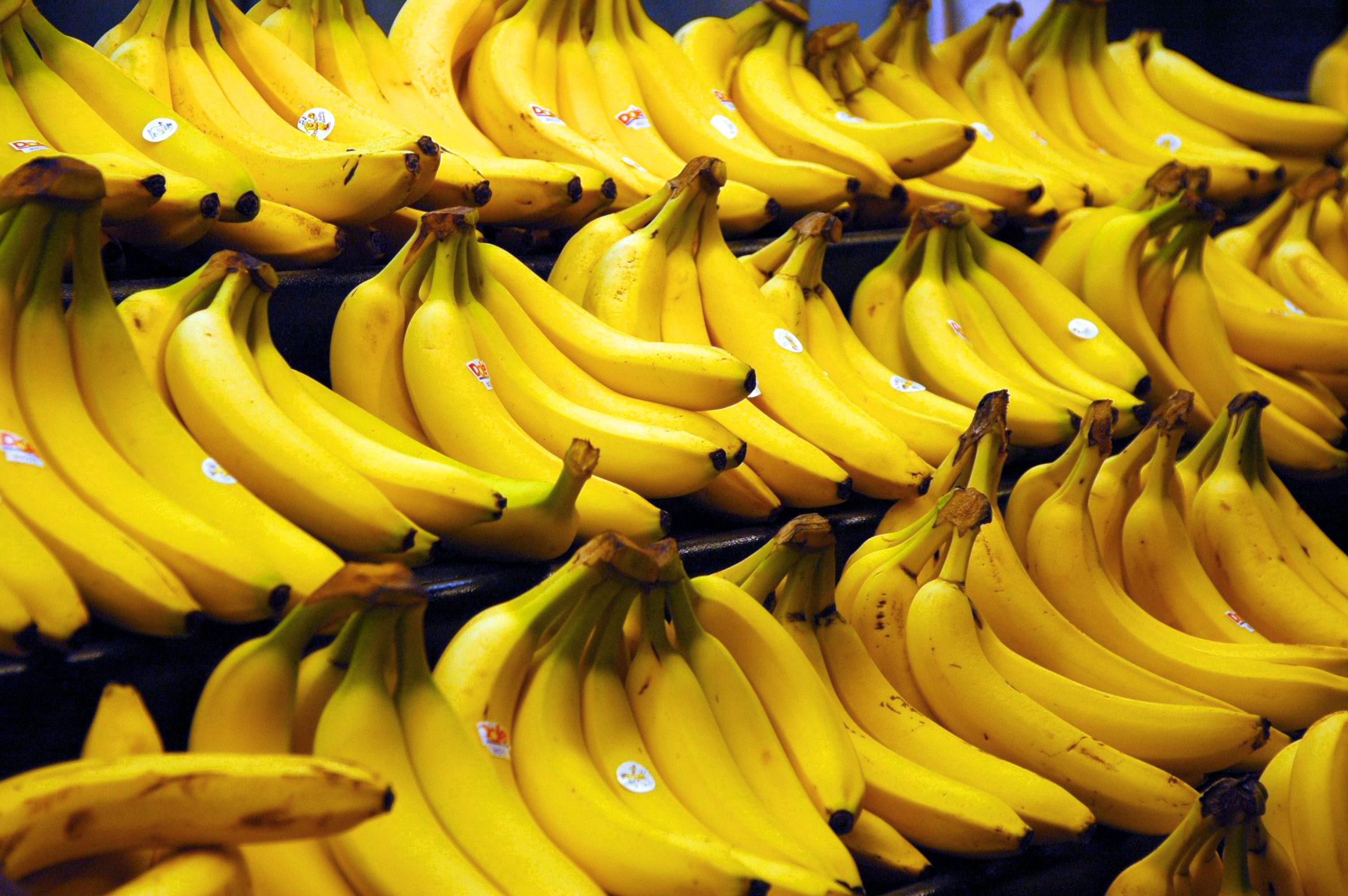
موز کاوندیش عمده‌ترین رقم تجاری موز است که در بازار جهانی به فروش می‌رسد.

در تجارت جهانی سال ۲۰۰۹، مهم‌ترین ارقام متعلق به گروه AAA تری‌پلوئید Musa acuminata بودند که معمولاً به آنها موزهای گروه کاوندیش می‌گویند. آنها عمده صادرات موز را به خود اختصاص می‌دهند، علی‌رغم اینکه این موزها فقط از سال ۱۸۳۶ به بعد به وجود آمدند. ارقام Dwarf Cavendish و Grand Nain در دهه ۱۹۵۰ محبوبیت پیدا کردند، چرا که رقم تولید انبوه قبلی، Gros Michel (که از ارقام گروه AAA بود)، به دلیل بیماری پاناما، ناشی از قارچ [فیوزاریم آکسیسپورم] که به ریشه‌های گیاه موز حمله می‌کند، از لحاظ امنیت تجاری ارزش خود را از دست داد. ارقام کاوندیش در برابر بیماری پاناما مقاوم هستند، اما در سال ۲۰۱۳ این نگرانی وجود داشت که قارچ سیگاتوکای سیاه به نوبه خود تجارت موزهای کاوندیش را غیرقابل اعتماد کند.
اگرچه Gros Michel برای کشت در مقیاس وسیع دیگر قابل اطمینان نیست، اما منقرض نشده و هنوز در مناطقی که بیماری پاناما یافت نمی‌شود، کشت می‌گردد. به همین ترتیب، Dwarf Cavendish و Grand Nain در معرض خطر انقراض قرار ندارند، اما اگر بیماری، تأمین بازار جهانی را غیرممکن کند، ممکن است قفسه‌های سوپرمارکت‌ها را ترک کنند. مشخص نیست که آیا ارقام موجود می‌توانند جایگزین موز کاوندیش شوند، به همین دلیل پروژه‌های مختلف ترکیبی و مهندسی ژنتیک در تلاشند تا یک رقم موز مقاوم به بیماری، به بازار ارائه دهند. یکی از این گونه‌ها که به‌وجود آمده است کاوندیش تایوانی است که به آن Formosana نیز می‌گویند.

### رسیده کردن

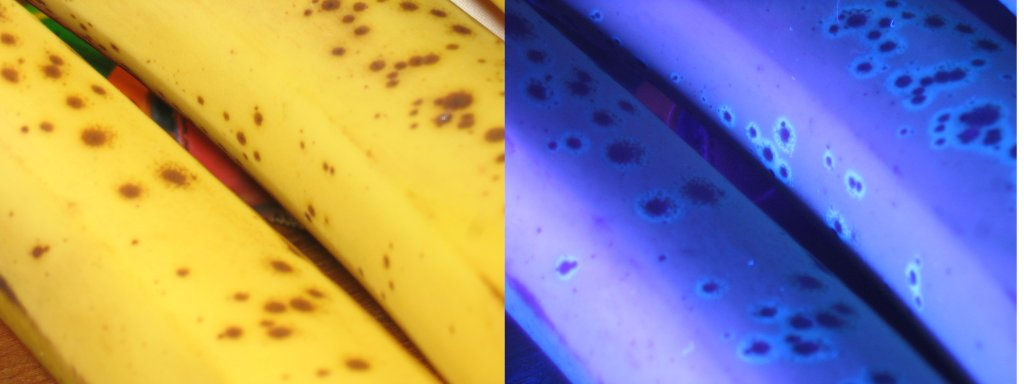
فلورسنس موزهای رسیده در زیر نور فرابنفش.

موزهای صادراتی به صورت سبز و کال چیده شده و پس از رسیدن به مقصد، دقیقاً قبل از عرضه به بازار مصرف‌کننده در اتاق‌های خاصی رسانده می‌شوند. این اتاق‌ها هوابند بوده و با گاز اتیلن پر می‌شوند تا میوه‌ها را به صورت مصنوعی رسیده و زرد کنند. در واقع رنگ زرد پررنگی که مصرف‌کننده‌ها به موزهای رسیده نسبت می‌دهند توسط این فرایند رسیده کردن مصنوعی ایجاد می‌گردد. طعم و بافت نیز تحت تأثیر دمای رسیدن قرار می‌گیرد. موزها در حین حمل در دمای بین ۱۳٫۵ تا ۱۵ درجه سلسیوس (۵۶٫۳ و ۵۹٫۰ درجه فارنهایت) در یخچال نگهداری می‌شوند. در دمای پایین، فرایند رسیدن به‌طور دائمی متوقف می‌شود و موزها با از بین رفتن دیواره‌های سلول، خاکستری می‌شوند. پوست موز رسیده در دمای ۴ درجه سلسیوسِ یخچال‌های خانگی به سرعت سیاه می‌شود، اگرچه میوه داخل آن بدون تأثیر باقی می‌ماند.
تحقیقی در سال ۲۰۰۸ گزارش داد که موز رسیده هنگام قرار گرفتن در معرض نور [فرابنفش|فرا بنفش]، [فلورسنس] می‌شود. این خاصیت به تخریب [کلروفیل] نسبت داده می‌شود که که باعث تجمع محصولات فلورسنس در پوست میوه می‌شود. محصول تجزیه کلروفیل توسط یک گروه استر پروپیونات تثبیت می‌شود. برگ‌های گیاه موز نیز به همین شکل فلورسنس می‌شوند. موزهای سبز (کال) فلورسنس تولید نمی‌کنند.

## بزرگ‌ترین تولیدکنندگان موز در جهان

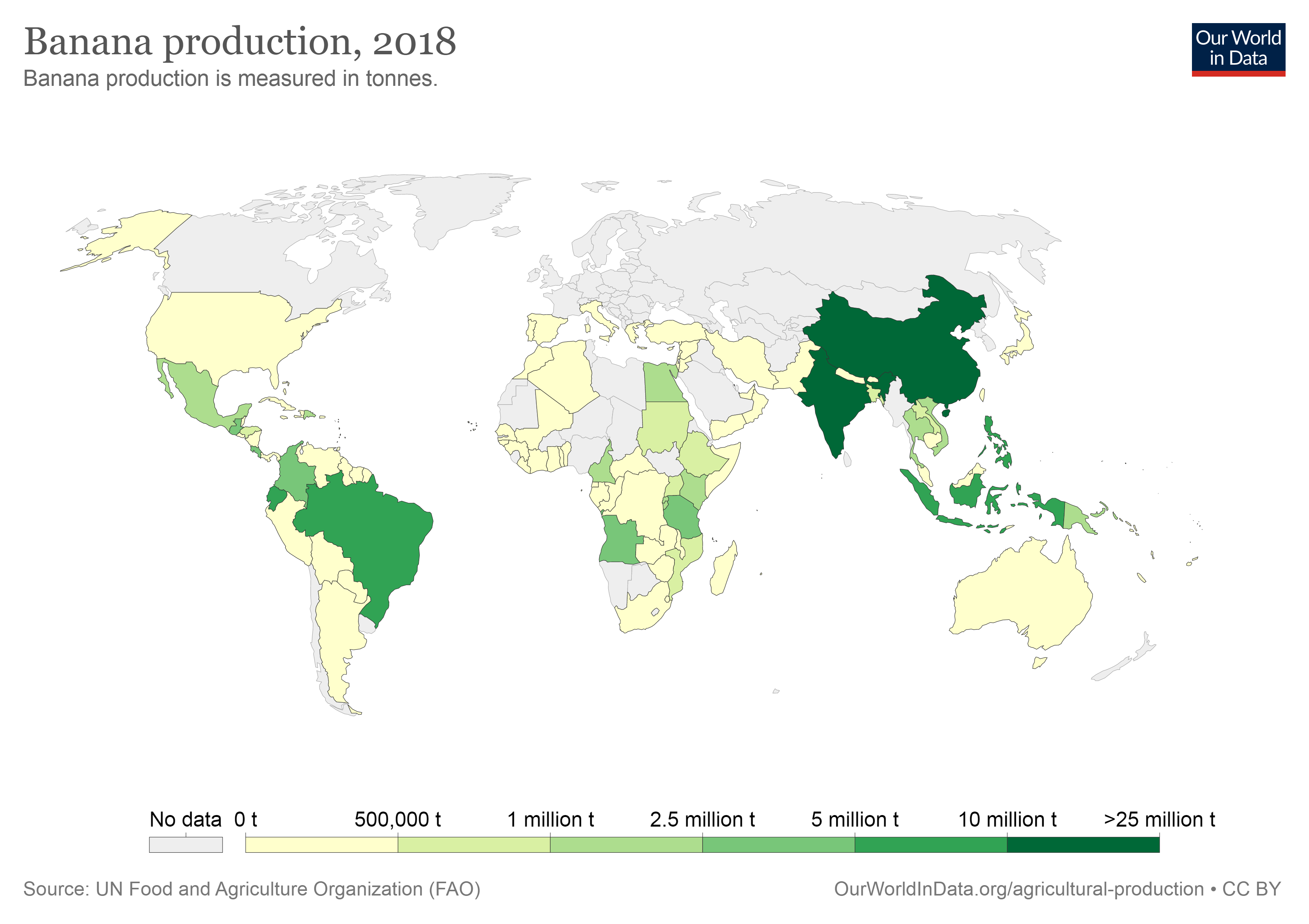
نقشه جهانی تولید موز در سال ۲۰۱۸.

کشورهای هند، چین، فیلیپین، کلمبیا، اندونزی اکوادور به ترتیب بزرگترین تولیدکنندگان جهان هستند.
|    |                       | میزان تولید به تن |
| -- | --------------------- | ----------------- |
| ۱  | هند                   | ۳۰٬۸۰۸٬۰۰۰        |
| ۲  | چین                   | ۱۱٬۲۲۱٬۰۰۰        |
| ۳  | فیلیپین               | ۹٬۲۰۰٬۰۰۰         |
| ۴  | کلمبیا                | ۷٬۴۰۰٬۰۰۰         |
| ۵  | اندونزی               | ۷٬۲۰۰٬۰۰۰         |
| ۶  | اکوادور               | ۷٬۱۰۰٬۰۰۰         |
| ۷  | برزیل                 | ۶٬۷۰۰٬۰۰۰         |
| ۸  | کامرون                | ۵٬۸۰۰٬۰۰۰         |
| ۹  | جمهوری دموکراتیک کنگو | ۵٬۱۰۰٬۰۰۰         |
| ۱۰ | آنگولا                | ۴٬۳۰۰٬۰۰۰         |

## تولید موز در ایران
تولید موز در ایران در 5 استان استان سیستان و بلوچستان و جنوب کرمان و فارس و هرمزگان و بوشهر کشت می شود.  سطح زیر کشت این محصول در سال 1398 در کشور ۴٨٨۱هکتار است که به صورت زیر است: [٣۶] میزان تولید موز ایران (فقط در استان سیستان و بلوچستان و بدون در نظر گرفتن تولیدات سایر استان ها ) و تا ۱۱ ماهه سال ۱۴۰٢،  ٢۰٣ هزار و ۱٩۵ تُن است. بیش از ۹۹٪ تولیدات موز کشور در سال ۱۴۰٢، مربوط به استان سیستان و بلوچستان می‌شود.

### سطح زیر کشت موز در استان‌های ایران

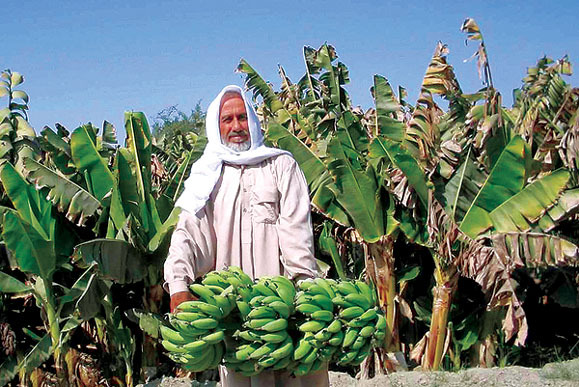
برداشت موز در استان سیستان و بلوچستان

| ردیف | نام استان         | مرکز استان | میزان سطح زیرکشت (هکتار) | سطح زیرکشت ثمرده (هکتار) | میزان تولید (تن) |
| ---- | ----------------- | ---------- | ------------------------ | ------------------------ | ---------------- |
| ۱    | سیستان و بلوچستان | زاهدان     | ۶۴۰۰                     | ۳۲۵۰                     | ۲۲۰،۱۸۴          |
| ۲    | کرمان             | کرمان      | ۸۵                       | ۶۵                       | ۲،۶۰۰            |
| ۳    | هرمزگان           | بندرعباس   | ۸۲                       | ۴۲                       | ۱،۹۰۰            |
| ۴    | فارس              | شیراز      | ۳۰                       | ۱۲                       | ۴۲۰              |
| ۵    | بوشهر             | بندربوشهر  | ۸                        | ۵                        | ۱۸۶              |
| کل   | کشور              | _          | ۶۶۲۵                     | ۳۳۷۶                     | ۲۲۵،۲۹۰          |

## ارزش غذایی
موز خام (بدون پوست) حاوی ۷۵٪ آب، ۲۳٪ کربوهیدرات، ۱٪ پروتئین، مقادیر متوسطی ویتامین ث، منگنز و فیبر غذایی و مقدار ناچیزی چربی است (جدول). ۱۰۰ گرم، موز ۸۹ کالری انرژی دارد و منبع ویتامین ب۶ است که ۳۱ درصد از نیاز روزانه بدن را تأمین می‌کند. موز دارای انرژی بالایی می‌باشد.
گرچه براساس باور عمومی رایج، موز مقدار زیادی پتاسیم دارد، اما مقدار پتاسیم واقعی آن‌ها نسبتاً کم و هر ۱۰۰ گرم موز تنها ۸٪ پتاسیم مورد نیاز روزانه است. سبزی‌ها از موز خام پتاسیم بیشتری دارند (۳۵۸ میلی‌گرم در ۱۰۰ گرم)، مانند اسفناج خام (۵۵۸ میلی‌گرم در ۱۰۰ گرم)، سیب‌زمینی پخته (۳۹۱ میلی‌گرم در ۱۰۰ گرم)، سویای پخته (۵۳۹ میلی‌گرم در ۱۰۰ گرم)، قارچ کبابی (۴۳۷ میلی‌گرم در ۱۰۰ گرم) و سس گوجه‌فرنگی فرآوری شده (۴۱۳ تا ۴۳۹ میلی‌گرم در ۱۰۰ گرم). موز سبز خام دارای ۴۹۹ میلی‌گرم پتاسیم در ۱۰۰ گرم است. دسر موز خشک یا پودر موز دارای ۱۴۹۱ میلی‌گرم پتاسیم در هر ۱۰۰ گرم است.

### پزشکی
برآیند یک پژوهش در امپریال کالج لندن نشان داده است که مصرف یک عدد موز در روز به میزان قابل توجهی خطر بروز نشانه‌های آسم را در کودکان کاهش می‌دهد.

## مسائل مربوط به سلامتی
موز خام برای اشخاصی که دستگاه گوارش حساسی دارند، ممکن است تولید ناراحتی معده، نفخ و یبوست نماید. همچنین کسانی که نمی‌توانند مواد قندی را به‌خوبی هضم کنند و عده‌ای از مبتلایان به ورم روده، به خصوص بیماران مبتلا به دیابت و چاقی، به‌دلیل زیادی قند موجود در موز باید به اندازه از آن مصرف کنند.
افراد مبتلا به آلرژی لاتکس ممکن است نسبت به موز حساسیت داشته باشند.

## در فرهنگ و دین
در هند، موز در بسیاری از جشنواره‌ها و مناسبت‌های هندوها نقش مهمی دارد. در عروسی‌های جنوب هند، به‌ویژه عروسی‌های تامیل، درخت‌های موز به صورت جفت بسته می‌شوند تا یک قوس را به‌عنوان نعمتی برای زن و شوهر برای زندگی طولانی‌مدت و مفید تشکیل دهند. در تایلند، اعتقاد بر این است که یک نوع خاص از گیاه موز ممکن است توسط یک روح زندگی کند.
در فرهنگ عامه مالایی، شبح معروف به پونتیاناک با گیاهان موز (pokok pisang) مرتبط است و گفته می‌شود که روح آن در طول روز در آنها ساکن است.

## نگارخانه

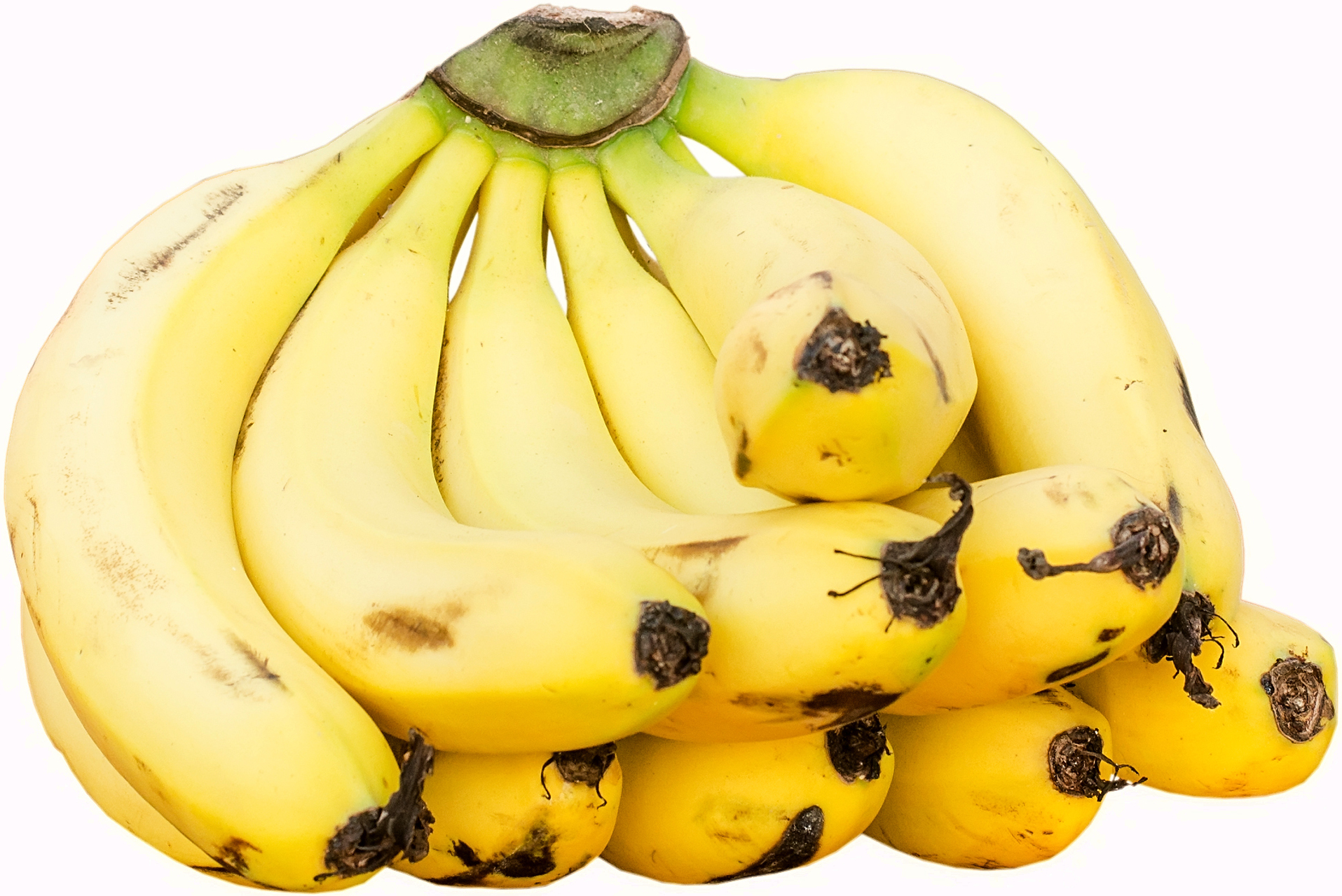
موز کاوندیش
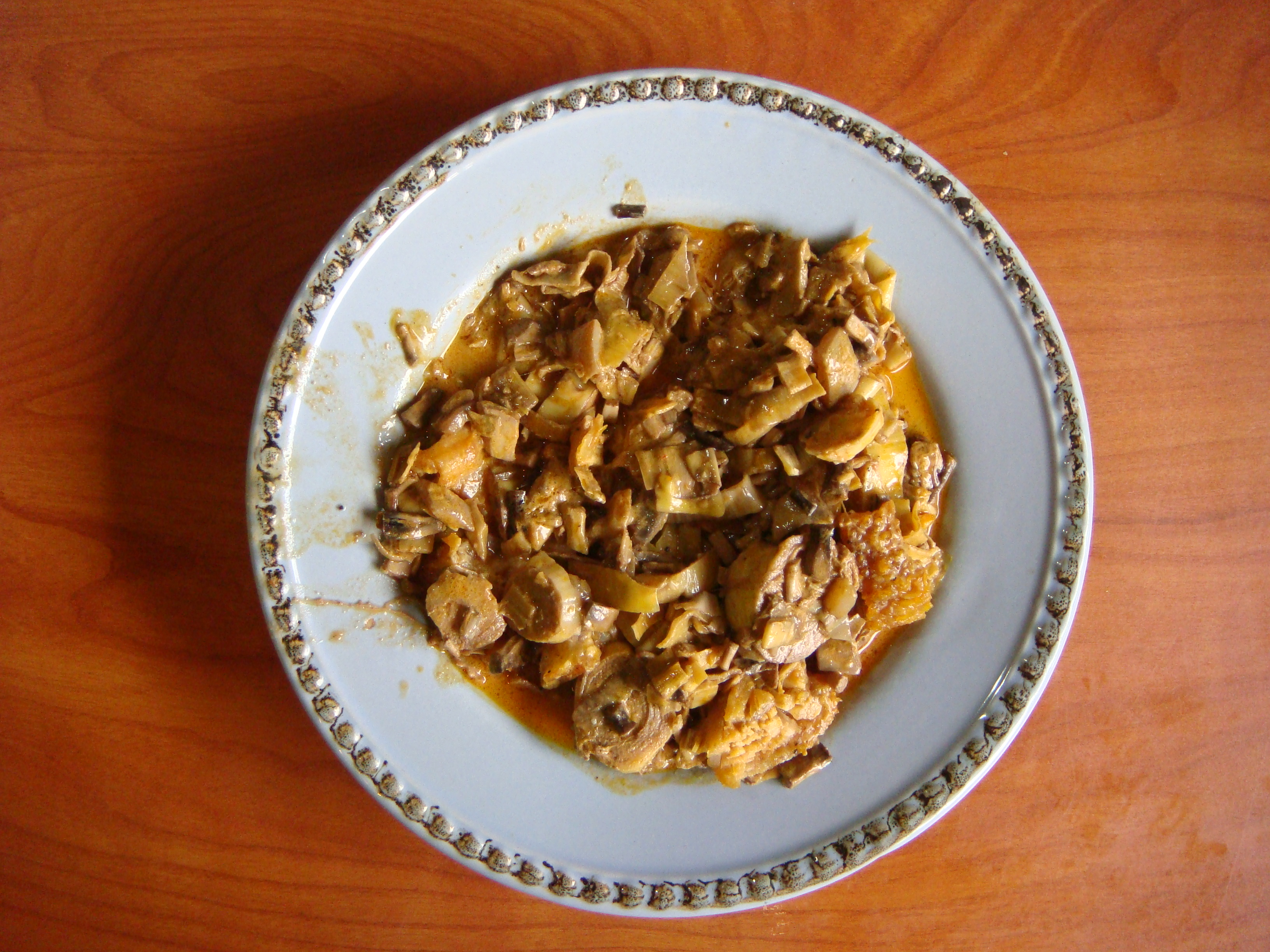
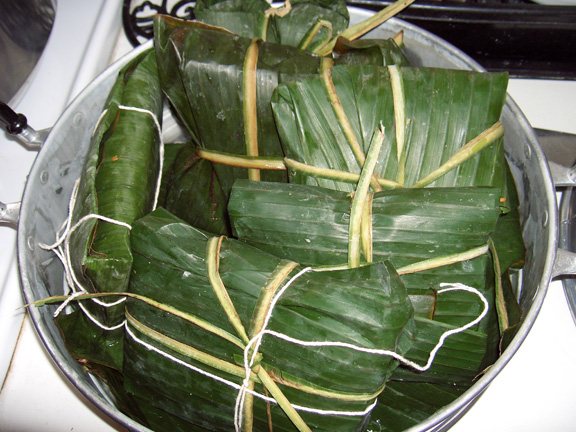
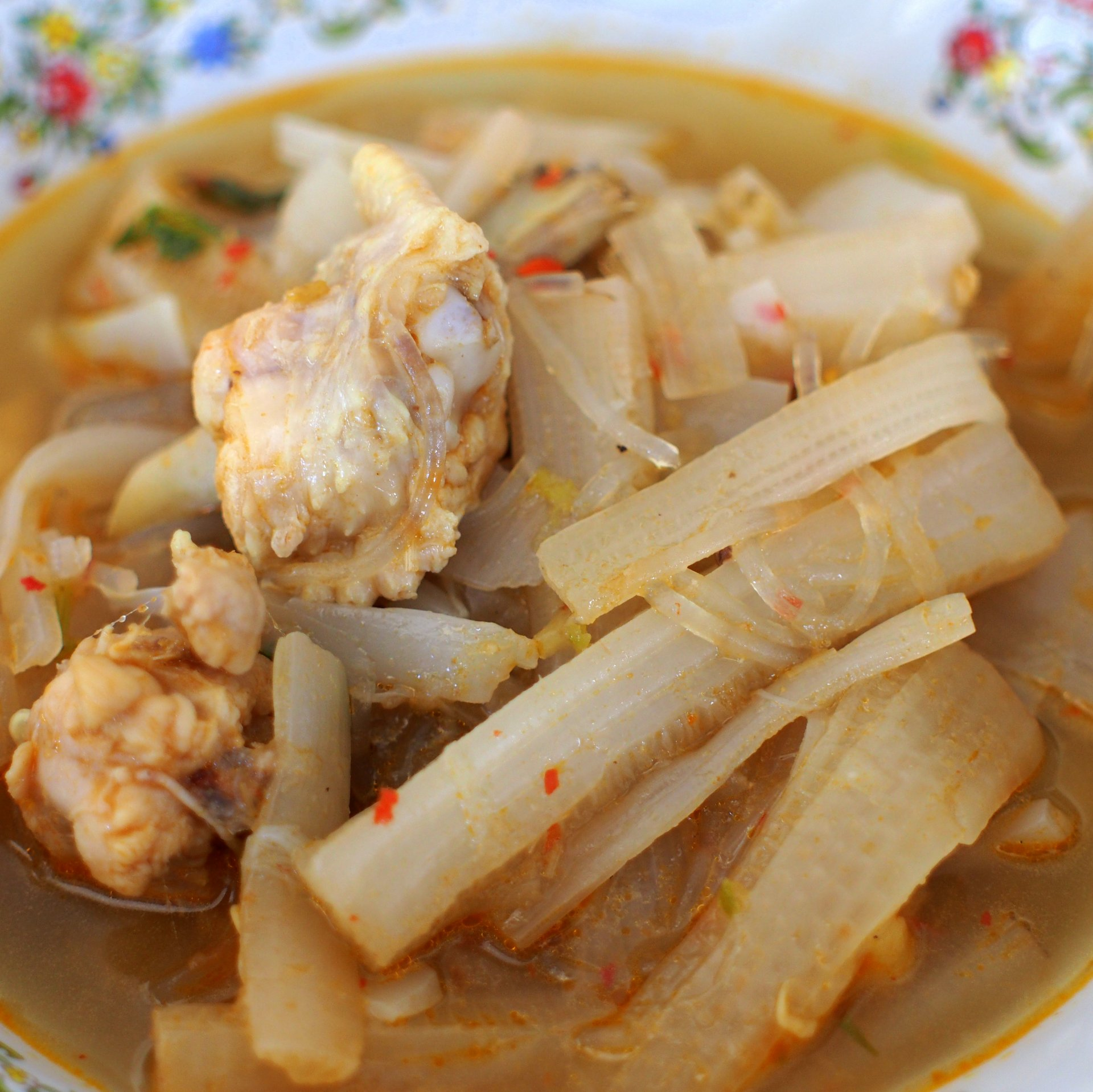
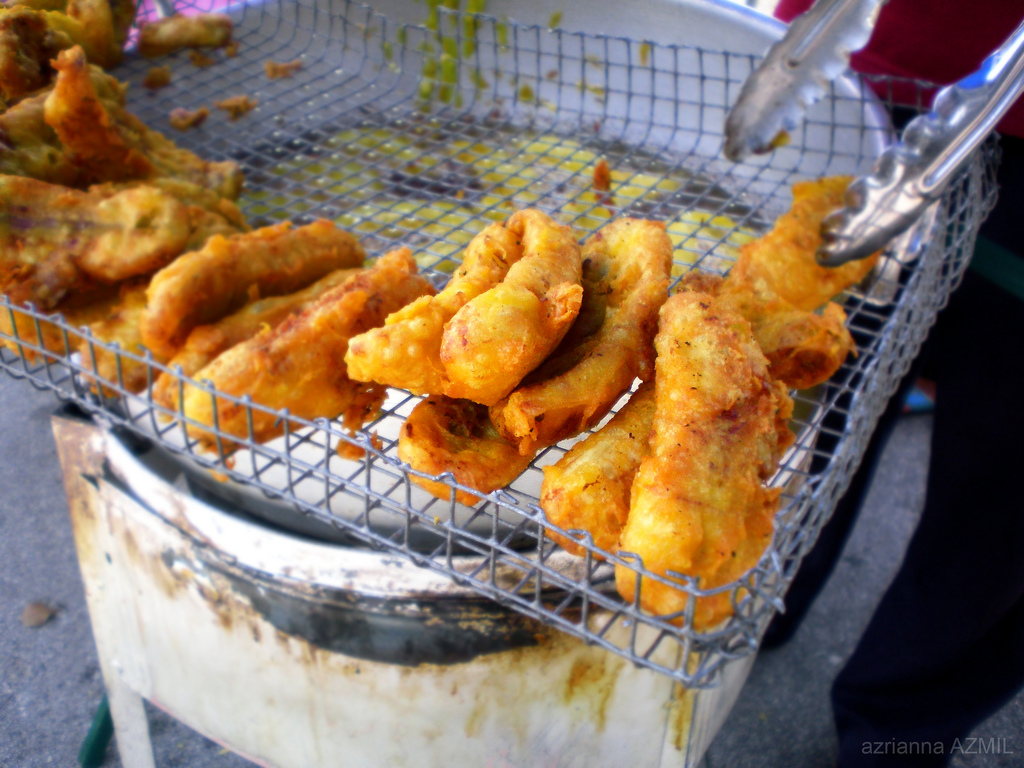
موز سرخ‌شده
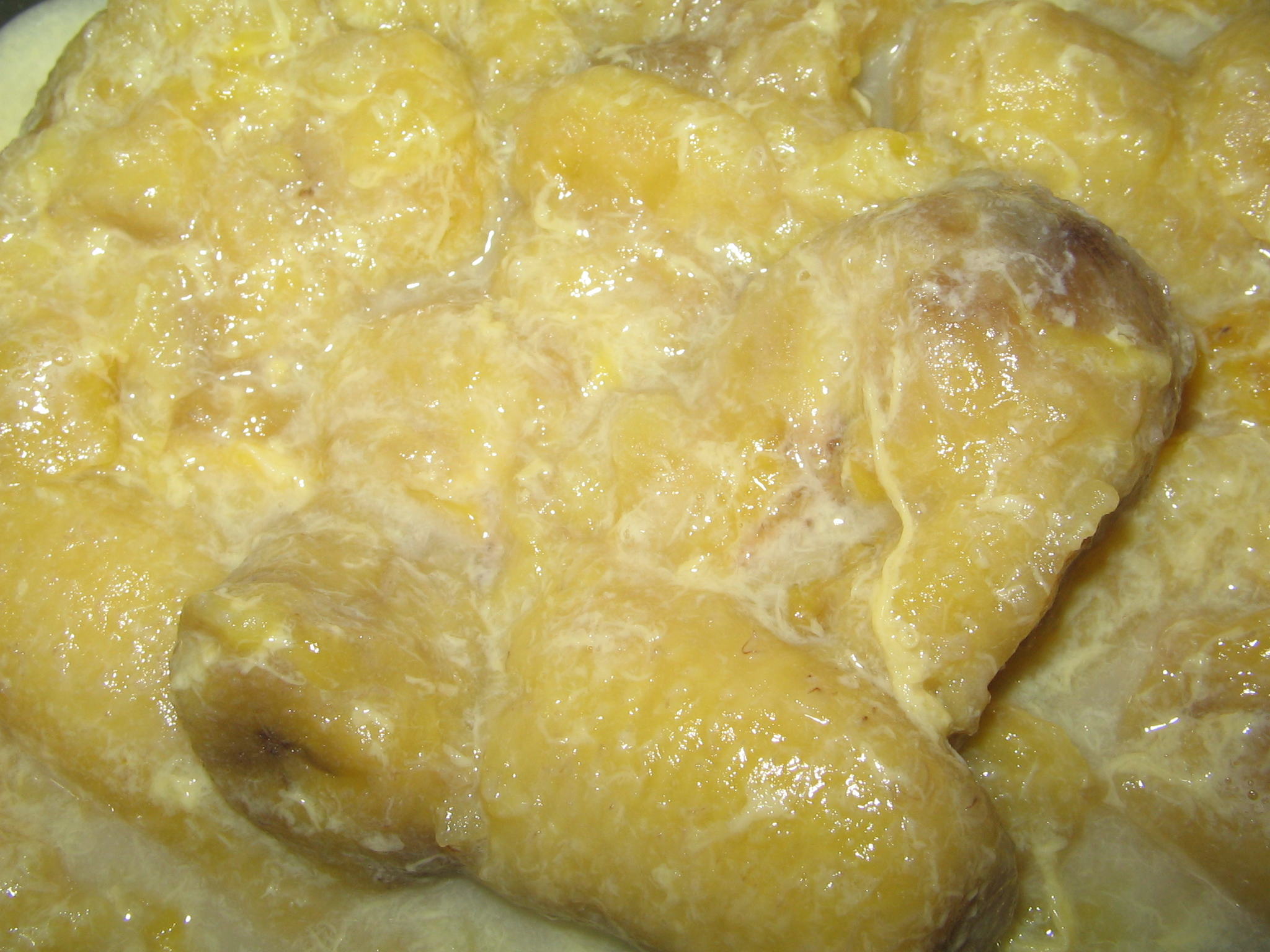
موز سرخ‌ شده
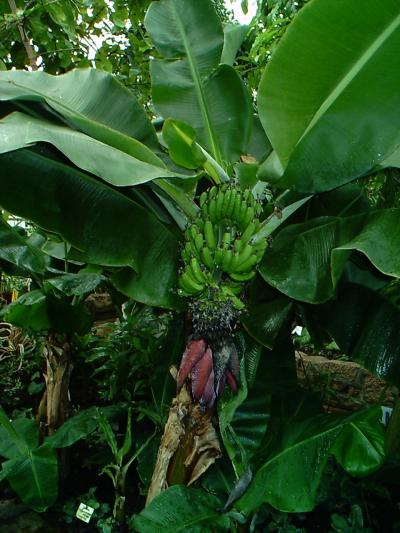
گیاه موز
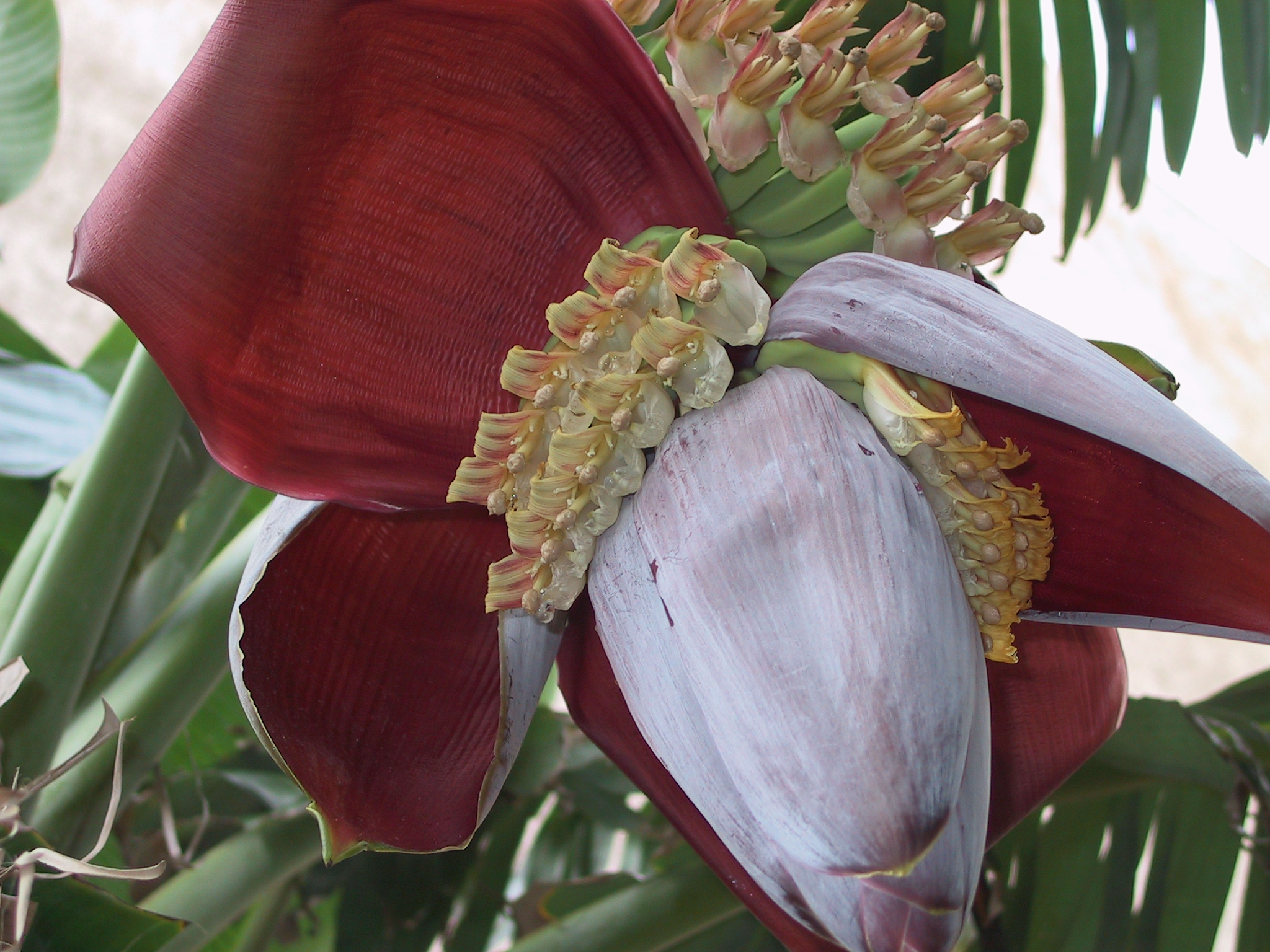
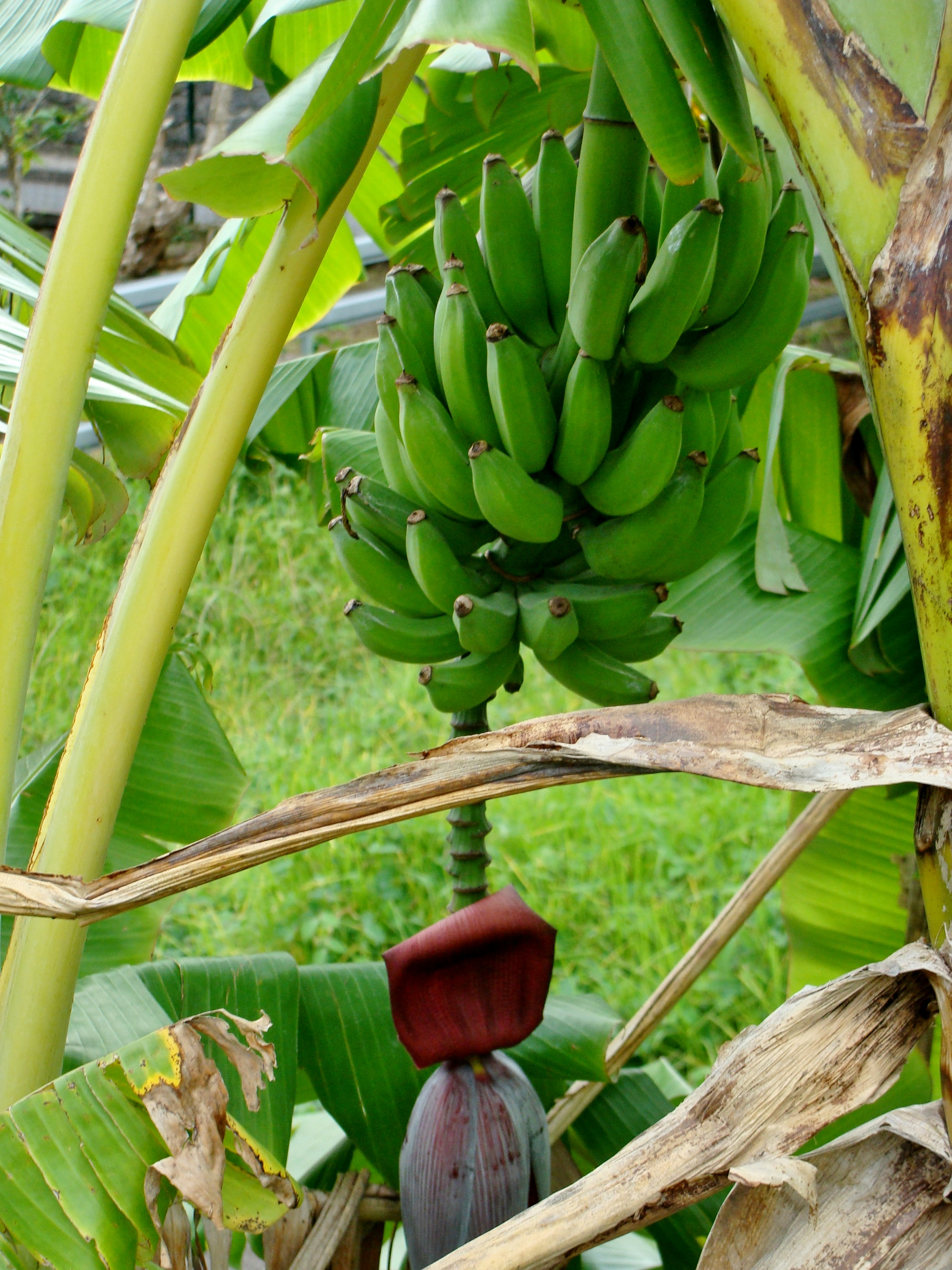
گیاه موز در آبخوست رئونیون
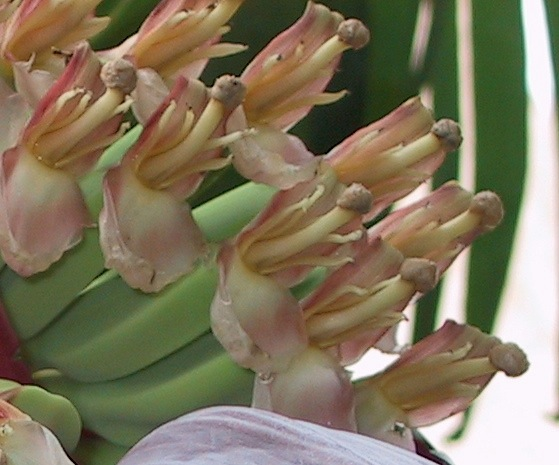
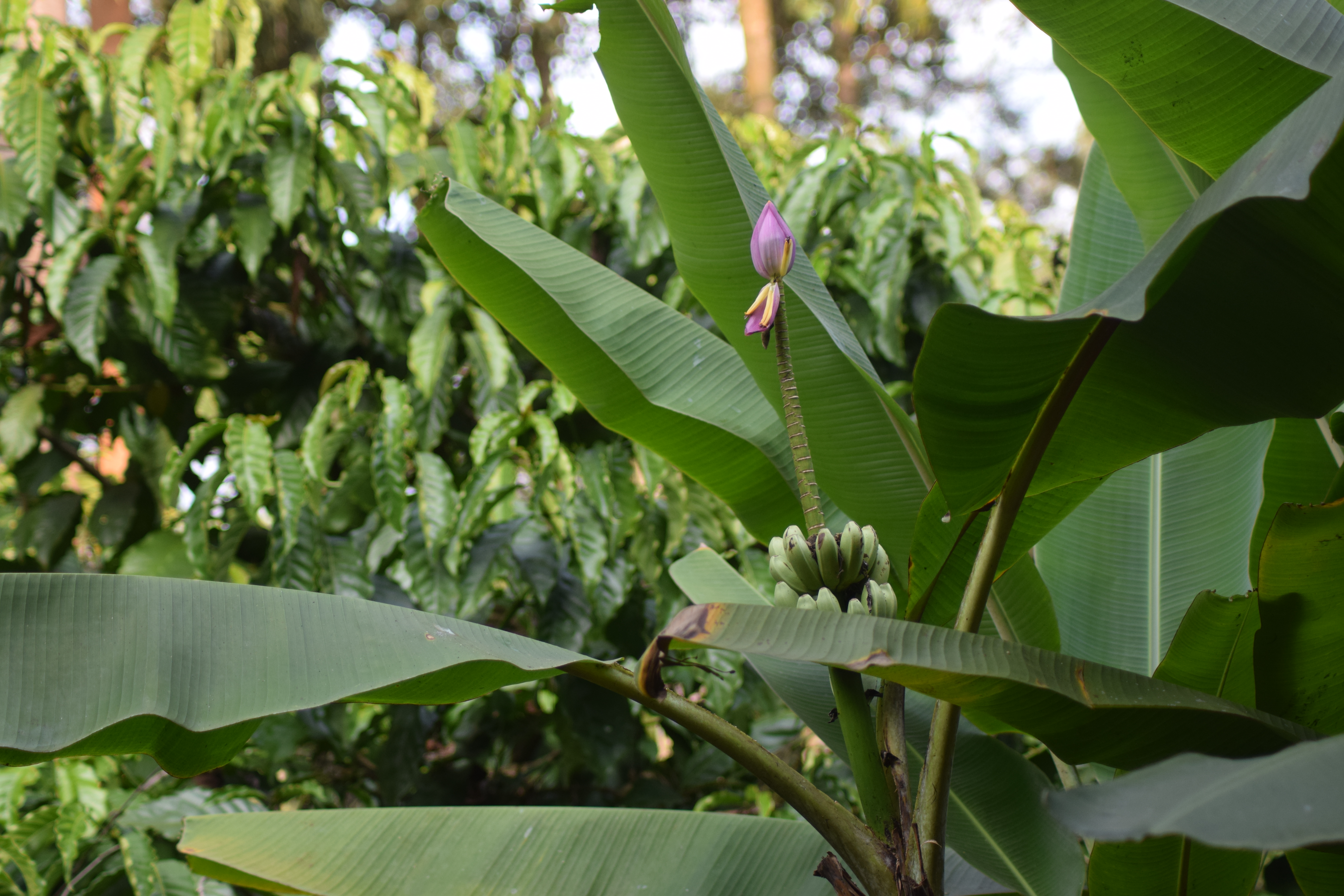
موز وحشی
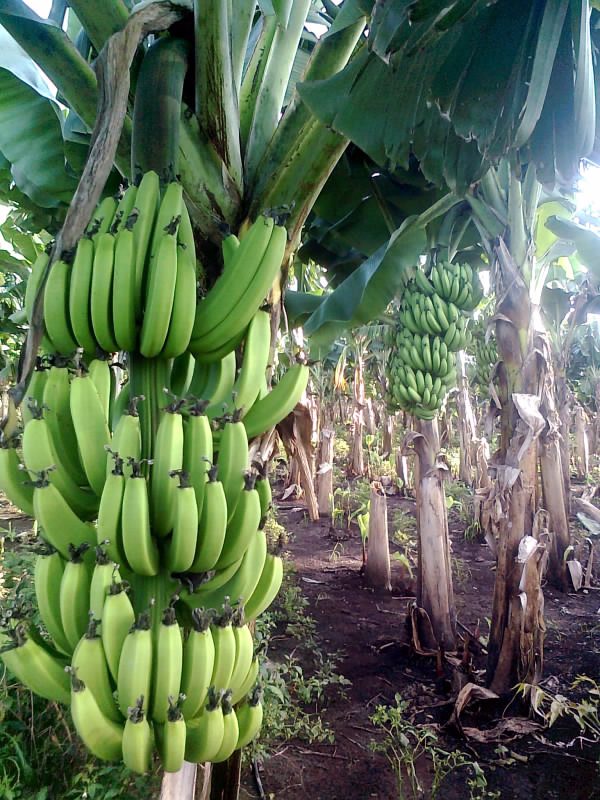
کشتزار موز در دیوار بزرگ چین
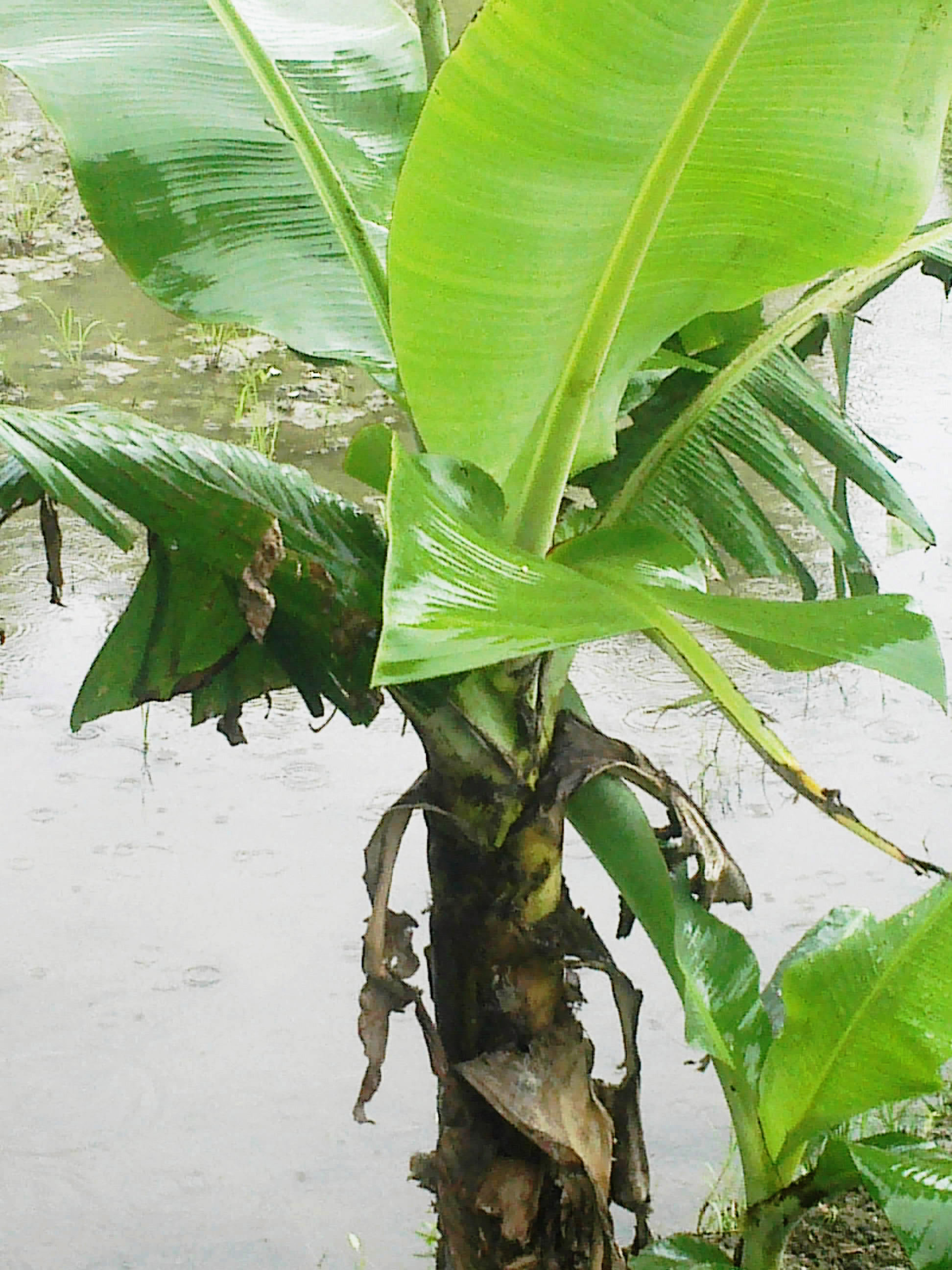
نهال جوان موز
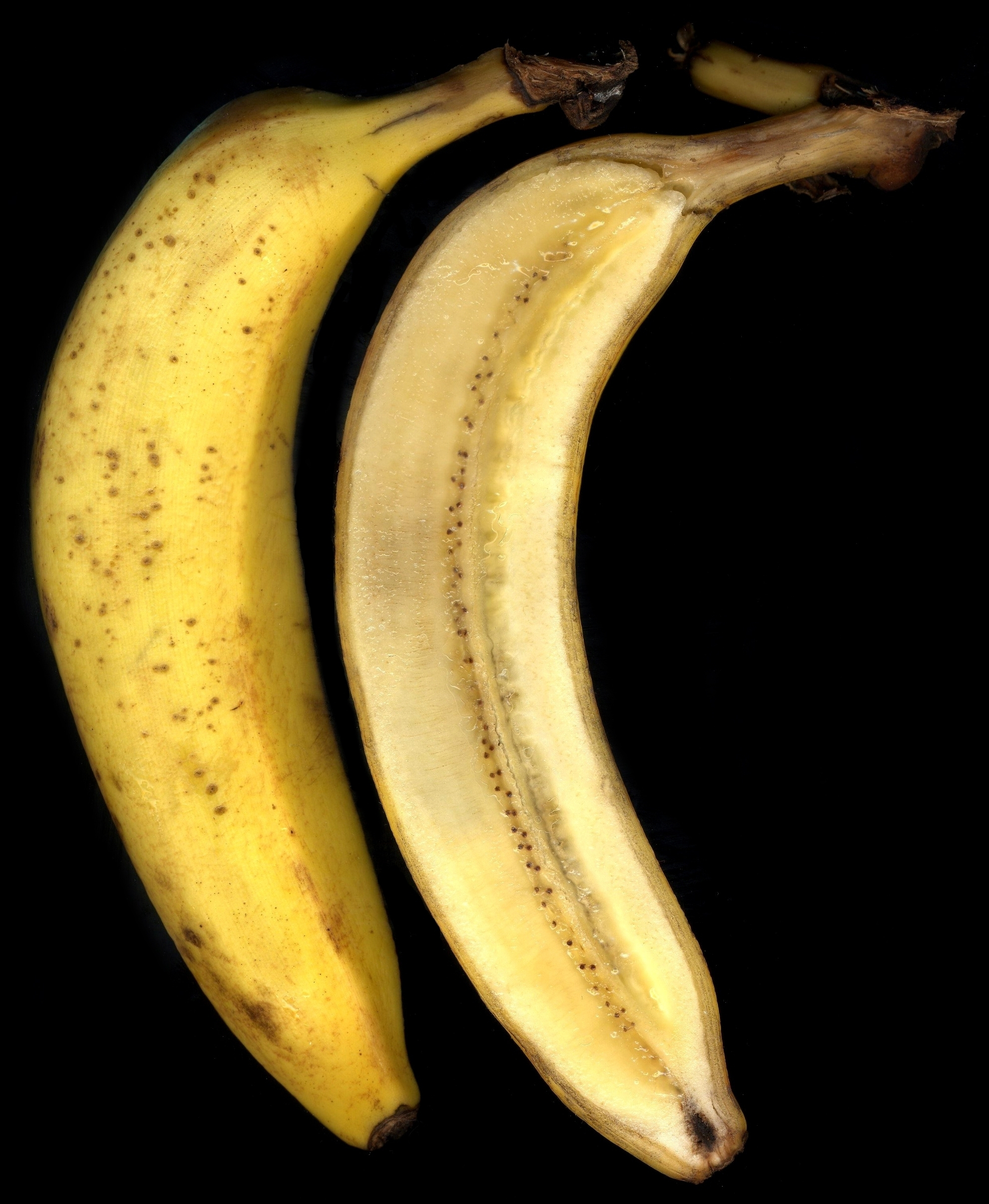
برش طولی میوه موز